# Brucknerallee 224 (Mönchengladbach)

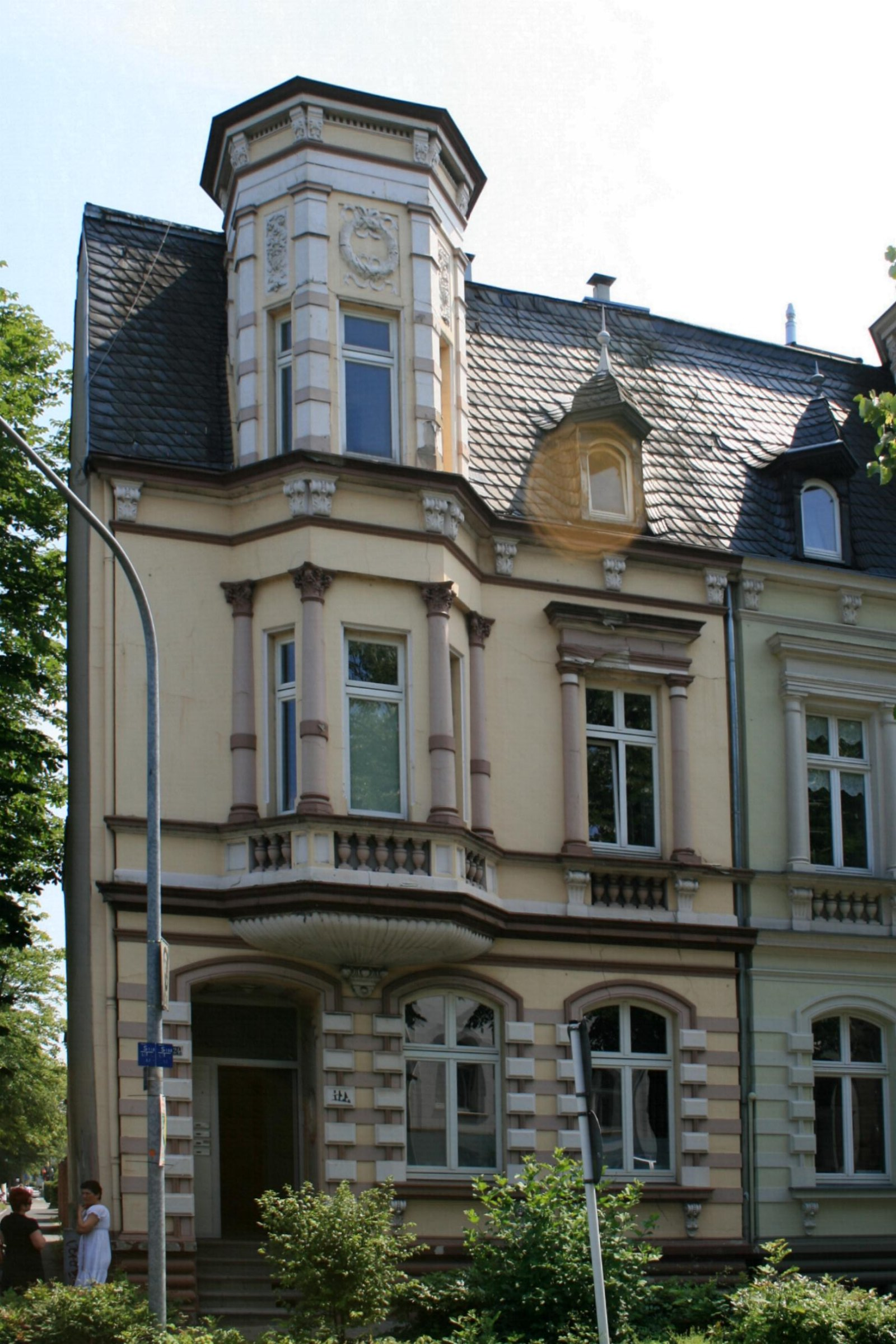
Wohnhaus (2010)

Das Wohnhaus Brucknerallee 224 steht im Stadtteil Grenzlandstadion in Mönchengladbach (Nordrhein-Westfalen).
Das Gebäude wurde um die Jahrhundertwende erbaut. Es ist unter Nr. B 109 am 2. März 1989 in die Denkmalliste der Stadt Mönchengladbach eingetragen worden.

## Architektur
Zusammen mit der rechten Doppelhaushälfte Nr. 222 bildet dieses Gebäude eine Endbebauung der Brucknerallee an der Kreuzung mit der Breitestraße.
Es gibt viele Doppelhäuser in der Brucknerallee, eine Besonderheit dieser als Prachtstraße angelegten Allee, die hauptsächlich in drei Bauphasen um 1895, 1905 und 1935 erschlossen wurde.
Es ist ein zweigeschossiges traufenständiges Haus, das ursprünglich als Einfamilienhaus konzipiert worden ist.
Das Haus ist als Teil eines Doppelhauses und als abschließender Teil einer geschlossenen historischen Gruppe aus architektonischen und stadtbaugeschichtlichen Gründen schützenswert.